# Championnat de France des rallyes 1992
Navigation
Édition précédente Édition suivante
Le Championnat de France des rallyes 1992 a été remporté par Bernard Béguin au volant d'une Ford Sierra Cosworth 4x4. Il s'agit de son troisième titre, devenant alors l'égal de Guy Fréquelin et Didier Auriol. Cette saison marque aussi la dernière participation des sponsors cigarettiers.

## Rallyes de la saison 1992
| N° | Dates                   | Rallye                 | Vainqueur           | Copilote           | Voiture                       |
| 1  | 13 mars-15 mars         | Rallye des Garrigues   | Bernard Béguin      | Jean-Paul Chiaroni | Ford Sierra Cosworth 4x4      |
| 2  | 2 avril-5 avril         | Rallye Grasse-Alpin    | Bernard Béguin      | Jean-Paul Chiaroni | Ford Sierra Cosworth 4x4      |
| 3  | 2 mai-7 mai             | Tour de Corse          | Didier Auriol       | Bernard Occelli    | Lancia Delta HF Integrale 16v |
| 4  | 21 mai-24 mai           | Rallye d'Antibes       | Pierre-César Baroni | Philippe David     | Lancia Delta HF Integrale     |
| 5  | 11 juin-14 juin         | Rallye Alsace-Vosges   | Bernard Béguin      | Jean-Paul Chiaroni | Ford Sierra Cosworth 4x4      |
| 6  | 17 juillet-19 juillet   | Rallye du Rouergue     | Pierre-César Baroni | Philippe David     | Lancia Delta HF Integrale     |
| 7  | 3 septembre-6 septembre | Rallye du Mont-Blanc   | Bernard Béguin      | Jean-Paul Chiaroni | Ford Sierra Cosworth 4x4      |
| 8  | 9 octobre-11 octobre    | Rallye du Limousin     | Jean Ragnotti       | Gilles Thimonier   | Renault Clio 16s              |
| 9  | 6 novembre-8 novembre   | Critérium des Cévennes | Bernard Béguin      | Jean-Paul Chiaroni | Ford Sierra Cosworth 4x4      |
| 10 | 26 novembre-29 novembre | Rallye du Var          | Jean Ragnotti       | Gilles Thimonier   | Renault Clio 16s              |

## Classement du championnat
| Place | Pilote              | Voiture                   | 1   | 2   | 3   | 4   | 5   | 6   | 7   | 8   | 9   | 10  | Points |
| ----- | ------------------- | ------------------------- | --- | --- | --- | --- | --- | --- | --- | --- | --- | --- | ------ |
| 1er   | Bernard Béguin      | Ford Sierra Cosworth 4x4  | 1er | 1er |     | 2e  | 1er | 2e  | 1er |     | 1er |     | 126    |
| 2e    | Jean Ragnotti       | Renault Clio 16s          | 3e  | 4e  | 9e  | 3e  |     |     | 2e  | 1er |     | 1er | 111    |
| 3e    | Pierre-César Baroni | Lancia Delta HF Integrale | 2e  | 3e  |     | 1er | 2e  | 1er | ab  |     |     |     | 75     |
| 4e    | Serge Jordan        | Renault Clio 16s Gr N     | 8e  | 24e | ab  | 13e |     |     | ab  | 3e  | 11e |     | 50     |
| 5e    | Alain Oreille       | Renault Clio 16s          |     | ab  | 10e | 5e  |     |     | 3e  |     | 2e  |     | 48     |
| 6e    | Christine Driano    | Citroën AX Sport          | 6e  | 11e | 14e | 12e |     |     | 8e  |     |     |     | 43     |
| 7e    | Gilles Panizzi      | Peugeot 309 GTI 16 Gr N   |     | 13e |     | ab  |     |     | 10e |     |     | 8e  | 41     |
| 8e    | Yves Loubet         | Citroën AX GTI            | 5e  | 7e  |     | 8e  |     |     | 9e  |     |     |     | 40     |
| 9e    | Eric Mauffrey       | Renault Clio 16s          |     |     |     | 6e  |     |     | 4e  |     | 3e  | 3e  | 34     |
| 10e   | François Delecour   | Ford Sierra Cosworth 4x4  |     | 2e  | 2e  |     |     |     |     |     |     |     | 26     |

### Autres championnats/coupes sur asphaltes
- Championnat de France des rallyes 2e Division : 
  - 1erPatrick Vernet sur Peugeot 309 GTI 16 avec 95pts
  - 2e Gilles Panizzi sur Peugeot 309 GTI 16 Gr N avec 72pts
  - 3e Philippe Kruger sur Toyota Celica avec 62pts

- Volant Peugeot 309 : 
  - 1erGilles Panizzi avec 152pts
  - 2e Christian Bruzi avec 121pts
  - 3e Philippe Colin avec 67pts

- Challenge Citroën AX GTI : 
  - 1erJean-Claude Bessaou avec 1079pts
  - 2e Lionel Didierlaurent avec 840pts
  - 3e Pascal Lombard avec 663pts

- Trophée Citroën AX GTI : 
  - 1erJean-Luc Marteil avec 552pts
  - 2e Bruno De Faveri avec 528pts
  - 3e Marie-Cécile Oudry avec 470pts

- Coupe Renault Sport : 
  - 1erPhilippe Orsucci avec 265pts
  - 2e Marcel Patrois avec 203pts
  - 3e Jacky Deborde avec 186pts